# راس آنتوین اسمیت
راس آنتوین اسمیت (انگلیسی: Russ Smith؛ زادهٔ ۱۹ آوریل ۱۹۹۱) بازیکن بسکتبال اهل ایالات متحده آمریکا است.
از باشگاه‌هایی که در آن بازی کرده‌است می‌توان به ممفیس گریزلیز و نیو اورلینز پلیکانز اشاره کرد.